# بيت محدد (الحصن)

تعديل مصدري - تعديل

بيت محدد هي إحدى قرى عزلة اليمانية العليا بمديرية الحصن التابعة لمحافظة صنعاء، بلغ تعداد سكانها 651 نسمة حسب تعداد اليمن لعام 2004.